# ZNF193
ZNF193‏ (Zinc finger and SCAN domain containing 9) هوَ بروتين يُشَفر بواسطة جين ZNF193 في الإنسان.